# NGC 160
NGC 160 es un galaxia espiral localizada en la constelación de Andrómeda. Fue descubierta el 5 de diciembre de 1785 por William Herschel.